# Drew Arellano
Andrew James E. Arellano (16 de enero de 1980), conocido artísticamente como Drew Arellano, es un actor y presentador filipino. Es uno de los anfitriones que condujo un programa de televisión un show en horas de la mañana de la cadena, Unang Hirit y luego otro programa de  Coca Cola's Ride To Fame shown by en la red televisiva se GMA Network, también es anfitrión del programa Balik-Bayan en QTV.
En enero de 2020 confirmó que estaba esperando su tercer hijo con Iya Arellano.

## Shows en televisión
- Weekend Getaway (GMA News TV) (2011)
- Puso ng Pasko: Artista Challenge (GMA Network) (November 2010)
- AHA! (GMA Network) (2010)
- Stoplight TV (TV5) (2009)
- Paghilom (ABC "now TV5") (2008)
- Pinoy Meets World England Episode (GMA Network) (2008)
- Coca Cola's Ride To Fame (GMA Network)
- Balikbayan (QTV "now Q")
- Maynila (GMA Network)
- Unang Hirit (GMA Network)
- Auto Extreme (RPN 9 "now SOLAR TV)
- Wazzup Wazzup (Studio 23)
- Retro TV (IBC)
- All Together Now (GMA Network)
- CLICK Barkada Hunt (GMA Network0
- Click (GMA Network)

## Películas
- Spirit Of The Glass
- My First Romance (Star Cinema)

## Premios
- Ganador Mejor Hosts Morning Show (Unang Hirit barkada) "Unang Hirit", 2008 PMPC Premios Estrella de TV.
- Nominada, Mejor Viaje Show Host "Balikbayan" QTV 11, 2008 Star Awards PMPC para la televisión.
- Nominada, Mejor Programa de Búsqueda de Talento (con Karel Marquez) "Ride Coca Cola a la fama Sí To Dream, 2008 PMPC Premios Estrella de TV.
- Nominado Mejor, anfitriones Morning Show (Unang Hirit barkada) "Unang Hirit", PMPC Premios Estrella de TV 2005-2007.